# Miguel Malik Allen
Miguel Malik Allen Montesdeoca (La Aldea de San Nicolás, Las Palmas, 10 de maig de 2003) és un basquetbolista de 2,03 metres d'alçària que juga a la posició d'aler.

## Trajectòria esportiva
De pare estatunidenc i mare espanyola, es va formar al planter del Club Santo Domingo de Tenerife. L'any 2017 va ser convidat per disputar la Minicopa infantil amb el Club Joventut Badalona, aconseguint una mitjana de 14,8 punts, 4,4 rebots, 2 assistències, 3,8 robatoris i 14,4 de valoració. Aquell estiu de 2017 s'incorpora al planter del Joventut per jugar en categoria cadet. Amb la seva arribada a Badalona es va començar a estendre àmpliament la creença que era nebot de l'històric jugador de l'NBA Ray Allen, però és una afirmació falsa.
Durant la temporada 2020-21 compaginaria la seva presència a l'equip júnior verd-i-negre i participacions amb el Club Bàsquet Prat de Lliga LEB Plata, conjunt vinculat al Club Joventut Badalona. El 18 d'abril de 2021 fa el seu debut a la Lliga Endesa amb el primer equip del Joventut, participant durant 35 segons en una trobada davant del Reial Madrid Bàsquet. L'estiu de 2023 passa a formar part de la primera plantilla de la Penya.

## Internacional
És internacional amb la selecció de bàsquet d'Espanya en categories inferiors.